# Санкт-Валентін
Санкт-Валентін (нім. Sankt Valentin) — місто в Австрії, у федеральній землі Нижня Австрія.
Входить до складу округу Амштеттен. Населення становить 9340 осіб, (на 1 січня 2018 року). Займає площу 45,64 км².